# Zimowy Puchar Europy w Rzutach 2009
9. Zimowy Puchar Europy w Rzutach – dziewiąta edycja zimowego pucharu Europy w rzutach lekkoatletycznych odbyła się 14 i 15 marca 2009 w Los Realejos oraz Puerto de la Cruz na Teneryfie. Zawody organizowało European Athletics. W zawodach wzięli udział seniorzy i seniorki – podzieleni na dwie grupy w każdej z konkurencji – oraz młodzieżowcy (kategoria U23). W sumie na Teneryfie wystartowało 256 lekkoatletów (w tym 120 kobiet) z 32 krajów.

## Zwycięzcy

### Mężczyźni

#### Kategoria U23
| Konkurencja    | Zawodnik          | Reprezentacja | Wynik |
| -------------- | ----------------- | ------------- | ----- |
| Pchnięcie kulą | Aleksandr Bułanow | Rosja         | 18,54 |
| Rzut oszczepem | Mikko Kankaanpää  | Finlandia     | 77,11 |
| Rzut młotem    | Jury Szajunou     | Białoruś      | 78,59 |
| Rzut dyskiem   | Iwan Hryszyn      | Ukraina       | 62,33 |

#### Seniorzy

##### Grupa A
| Konkurencja    | Zawodnik       | Reprezentacja | Wynik |
| -------------- | -------------- | ------------- | ----- |
| Pchnięcie kulą | Lajos Kürthy   | Węgry         | 20,06 |
| Rzut oszczepem | Tino Häber     | Niemcy        | 77,18 |
| Rzut młotem    | Krisztián Pars | Węgry         | 80,38 |
| Rzut dyskiem   | Gerd Kanter    | Estonia       | 69,70 |

##### Grupa B
| Konkurencja    | Zawodnik          | Reprezentacja | Wynik |
| -------------- | ----------------- | ------------- | ----- |
| Pchnięcie kulą | Asmir Kolašinac   | Serbia        | 19,43 |
| Rzut młotem    | Javier Cienfuegos | Hiszpania     | 73,18 |
| Rzut dyskiem   | Markus Münch      | Niemcy        | 64,90 |

### Kobiety

#### Kategoria U23
| Konkurencja    | Zawodnik          | Reprezentacja   | Wynik |
| -------------- | ----------------- | --------------- | ----- |
| Pchnięcie kulą | Melissa Boekelman | Holandia        | 16,97 |
| Rzut oszczepem | Wira Rebryk       | Ukraina         | 59,30 |
| Rzut młotem    | Zalina Marghieva  | Mołdawia        | 68,81 |
| Rzut dyskiem   | Eden Francis      | Wielka Brytania | 54,19 |

#### Seniorki

##### Grupa A
| Konkurencja    | Zawodnik           | Reprezentacja | Wynik |
| -------------- | ------------------ | ------------- | ----- |
| Pchnięcie kulą | Nadzieja Astapczuk | Białoruś      | 18,80 |
| Rzut oszczepem | Marija Abakumowa   | Rosja         | 61,87 |
| Rzut młotem    | Anita Włodarczyk   | Polska        | 75,05 |
| Rzut dyskiem   | Nicoleta Grasu     | Rumunia       | 62,61 |

##### Grupa B
| Konkurencja    | Zawodnik           | Reprezentacja | Wynik |
| -------------- | ------------------ | ------------- | ----- |
| Rzut oszczepem | Ásdís Hjálmsdóttir | Islandia      | 60,42 |
| Rzut młotem    | Vânia Silva        | Portugalia    | 68,32 |
| Rzut dyskiem   | Vera Begić         | Chorwacja     | 59,27 |

## Klasyfikacja końcowa

### Mężczyźni

#### Kategoria U23
| Pozycja | Reprezentacja | Punkty |
| ------- | ------------- | ------ |
| 1       | Ukraina       | 4110   |
| 2       | Rosja         | 3999   |
| 3       | Finlandia     | 3953   |
| 4       | Białoruś      | 3932   |
| 5       | Rumunia       | 3862   |
| 6       | Niemcy        | 3741   |
| 7       | Portugalia    | 3622   |

#### Seniorzy
| Pozycja | Reprezentacja | Punkty |
| ------- | ------------- | ------ |
| 1       | Niemcy        | 4387   |
| 2       | Hiszpania     | 4297   |
| 3       | Rosja         | 4209   |
| 4       | Estonia       | 4191   |
| 5       | Rumunia       | 3973   |
| 6       | Portugalia    | 3913   |
| 7       | Izrael        | 3163   |

### Kobiety

#### Kategoria U23
| Pozycja | Reprezentacja | Punkty |
| ------- | ------------- | ------ |
| 1       | Ukraina       | 3748   |
| 2       | Białoruś      | 3700   |
| 3       | Rumunia       | 3606   |
| 4       | Rosja         | 3502   |

#### Seniorki
| Pozycja | Reprezentacja | Punkty |
| ------- | ------------- | ------ |
| 1       | Rumunia       | 4223   |
| 2       | Włochy        | 4216   |
| 3       | Niemcy        | 4203   |
| 4       | Rosja         | 4154   |
| 5       | Szwecja       | 3870   |
| 6       | Hiszpania     | 3836   |
| 7       | Portugalia    | 3819   |
| 8       | Izrael        | 3133   |